# Череміське (Режівський міський округ)
Черемі́ське (рос. Черемисское) — село у складі Режівського міського округу Свердловської області.
Населення — 1498 осіб (2010, 1730 у 2002).
Національний склад станом на 2002 рік: росіяни — 96 %.